# Piper barbispicum
Piper barbispicum är en pepparväxtart som beskrevs av C. Dc.. Piper barbispicum ingår i släktet Piper och familjen pepparväxter. Inga underarter finns listade i Catalogue of Life.